# Orphir
Orphir (in norreno: Jorfjara/Orfjara) è una parrocchia e insediamento abitato di Mainland, l'isola principale delle Orcadi, in Scozia. 

## Morfologia

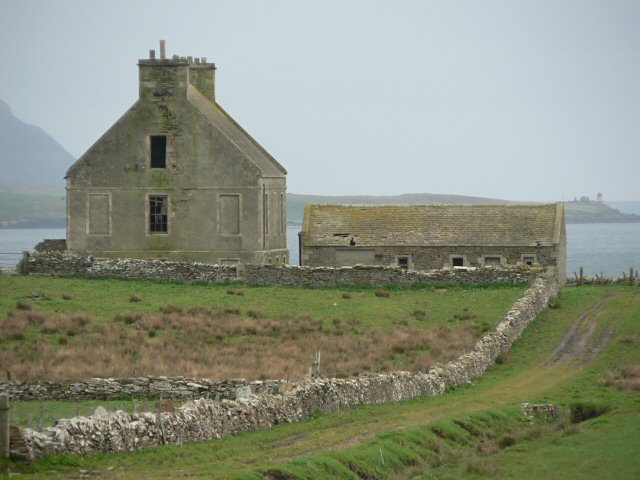
La Hall of Clestrain, luogo di nascita di John Rae e attualmente in stato di abbandono.

Sorge all'incirca 14 km a sud-ovest di Kirkwall, e comprende un tratto di costa di circa 11,5 km, includendo anche le isolette disabitate di Cava e Holm of Houton. La costa comprende Houton Head, alto circa 91 metri s.l.m., ma quasi tutto il resto della linea costiera è a livello del mare. Verso l'interno dell'isola vi è un interno di valli e colline, e l'altezza massima arriva a 210 metri sul livello del mare.
La principale residenza era Hall of Clestrain, e tra i resti del passato sono presenti le rovine del Palazzo del Conte Paul, resti della cappelle pre-Riforma protestante, la chiesa circolare e diversi tumuli.